# Щедрин, Феодосий Фёдорович

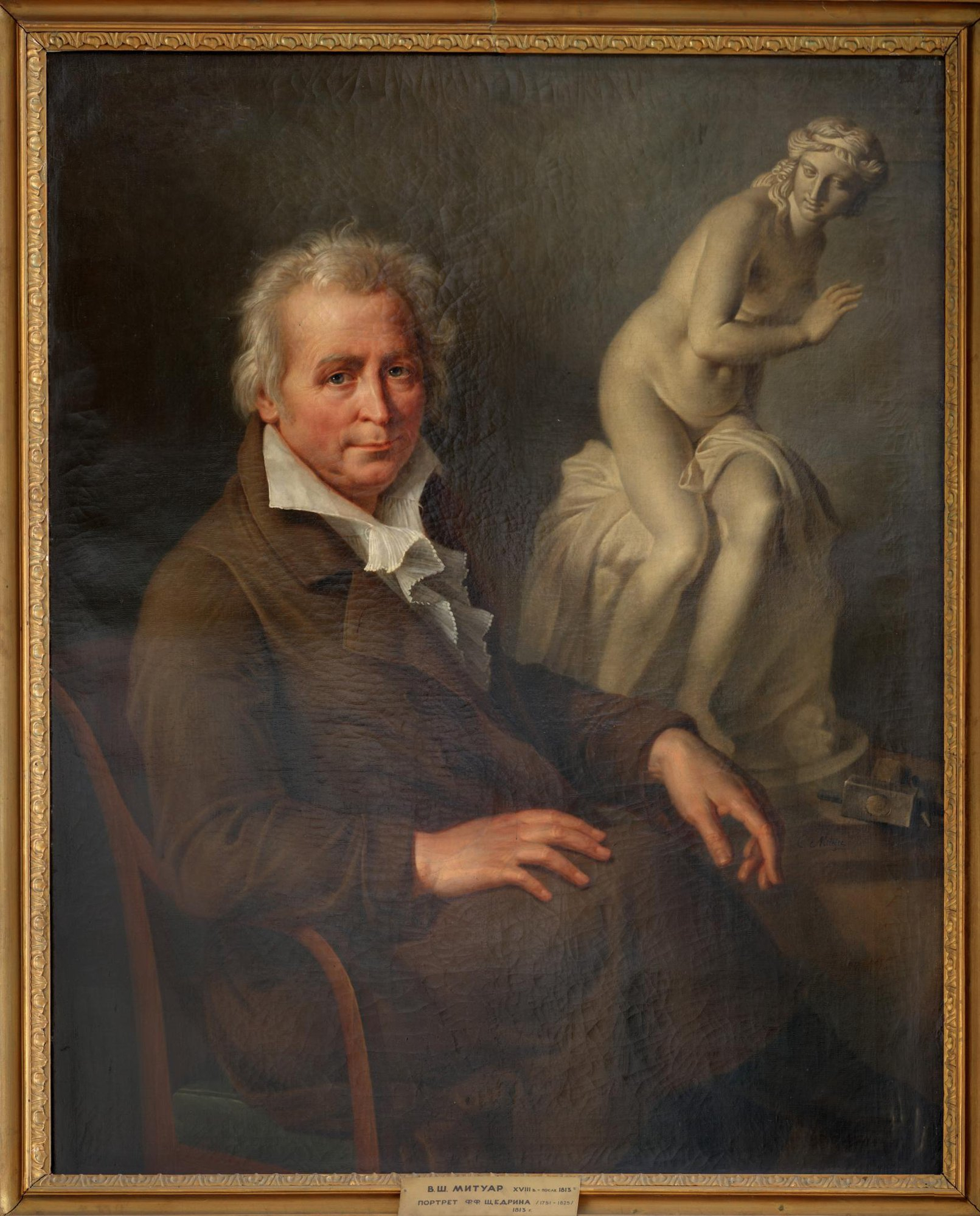
Б.-Ш. Митуар. Портрет Ф. Ф. Щедрина. 1813

Феодо́сий Фёдорович Щедри́н (1751, Санкт-Петербург — 19 [31] января 1825, там же) — русский скульптор, крупный представитель классицистской школы, мастер монументальной и декоративной пластики. Младший брат живописца Семёна Щедрина, отец живописца Сильвестра Щедрина и архитектора Аполлона Щедрина. Академик (с 1794), профессор (с 1795) и ректор скульптурного отделения (с 1818) Императорской Академии художеств.

## Биография
Феодосий Щедрин родился в семье солдата лейб-гвардии Преображенского полка, в 1764 году принят в число казённых воспитанников при Императорской Академии художеств в Санкт-Петербурге. Обучался скульптуре в классе французского скульптора Николя-Франсуа Жилле (1708–1791).
За время обучения получил ряд отличий. В 1769 году получил малую серебряную медаль, в 1770 году — малую золотую за барельеф «Посягательство Рогнеды на жизнь Владимира», в 1771 году — большую серебряную за рисунки с натуры. В 1772 году он получает большую золотую медаль за барельеф «Изяслава Мстиславича, уязвленного, хотели убить любимые его воины, не знавши».
В 1773 году, как пенсионер Академии художеств, был командирован для продолжения обучения за границу. В течение года пробыл в Италии, сначала во Флоренции, затем в Риме, где им была выполнена статуя «Аполлон, вынимающий стрелу из колчана». В 1775 году по распоряжению Совета Академии художеств, для продолжения образования, переехал в Париж, где и пробыл более десяти лет. Занятия скульптурой, весьма успешные, проводились под руководством Кристофа Габриэля Аллегрена. На втором году обучения, в 1776 году, получил за статую «Марсий» от парижской Академии вторую золотую медаль. По просьбе Аллегрена командировка ему была продлена.
Вернувшись в Петербург в 1789 году, Щедрин занял место профессора скульптуры в Академии художеств. В 1794 году им выполнено значительное произведение «Венера, вышедшая из воды», приобретенное в 1797 году императором Павлом I за 7000 рублей.
В 1794 году он был признан профессором, а через год — членом Совета Академии, в 1803 году стал адъюнкт-профессором. В 1818 году назначен ректором Академии художеств.
Щедриным выполнен ряд работ в области монументально-декоративной скульптуры: статуи «Персей» и «Сирены» (1800—1805) для Большого каскада в Петергофе, фигуры для здания Биржи на Стрелке Васильевского острова. Шедеврами скульптора являются парные скульптурные группы, фланкирующие вход центральной башни здания Главного Адмиралтейства: «Нимфы, несущие небесную и земную сферы». Проект здания и первый рисунок групп принадлежит архитектору А. Д. Захарову (1812—1813). Фигуры нимф вытесаны из пудостского камня в мощном лапидарном стиле, но с изысканной пластикой и «музыкальным движением». Архитектор и скульптор создали оригинальную композицию, в которой соединены разные темы классического искусства: образ морских нимф и кариатид — женских фигур, несущих тяжесть архитектурного перекрытия. Однако античные кариатиды никогда не были связаны с изображением небесной или земной сфер. Эта тема ассоциируется с древнегреческим мифом об Атланте, держащем на своих плечах небесный свод. Мотив атланта, несущего небесную сферу, известен по поздней римской реплике эллинистической скульптуры из Неаполитанского музея. Русские художники соединили этот мотив с образами изящных нимф, трёхликой богини Гекаты или танцем трёх граций. Последняя тема известна по античной скульптурной группе, фреске из Помпей (ныне в Неаполитанском археологическом музее), картине Рафаэля Санти (1504—1505, Шантийи, Музей Кондэ). В результате художественно обыгран диссонанс — хрупкие и нежные фигуры нимф выполняют тяжёлый труд атлантов. Этот диссонанс разрешается за счет пластики — кругового движения, хоровода нимф, зрительно соотносящегося с формой сфер на их плечах.
Для Казанского собора Щедрин выполнил ряд работ, в том числе горельеф: «Христос, ведомый к месту распятия» (1807), а также несколько бюстов и отдельных скульптур: «Спящий Эндимион» (бронза, 1779), «Фавн с Вакханкой», «Диана», «Венера» (1792), «Нарцисс», бюст А. Н. Нартова (мрамор, 1811). В 1811 году Щедрин создал медаль «В честь открытия Полтавского монумента».
Феодосий Фёдорович Щедрин скончался 21 января 1825 года, был похоронен на Смоленском православном кладбище рядом со старшим братом Семёном. В 1934 году его прах перенесён в Александро-Невскую лавру на Лазаревское кладбище — Некрополь XVIII века.
Творчество Феодосия Федоровича Щедрина совпадает по времени с творчеством другого скульптора — Ф. И. Шубина. Скульпторы соперничали, дело доходило до споров и интриг. Творчество Щедрина оказало значительное влияние на дальнейшее развитие скульптуры русского классицизма.

## Галерея

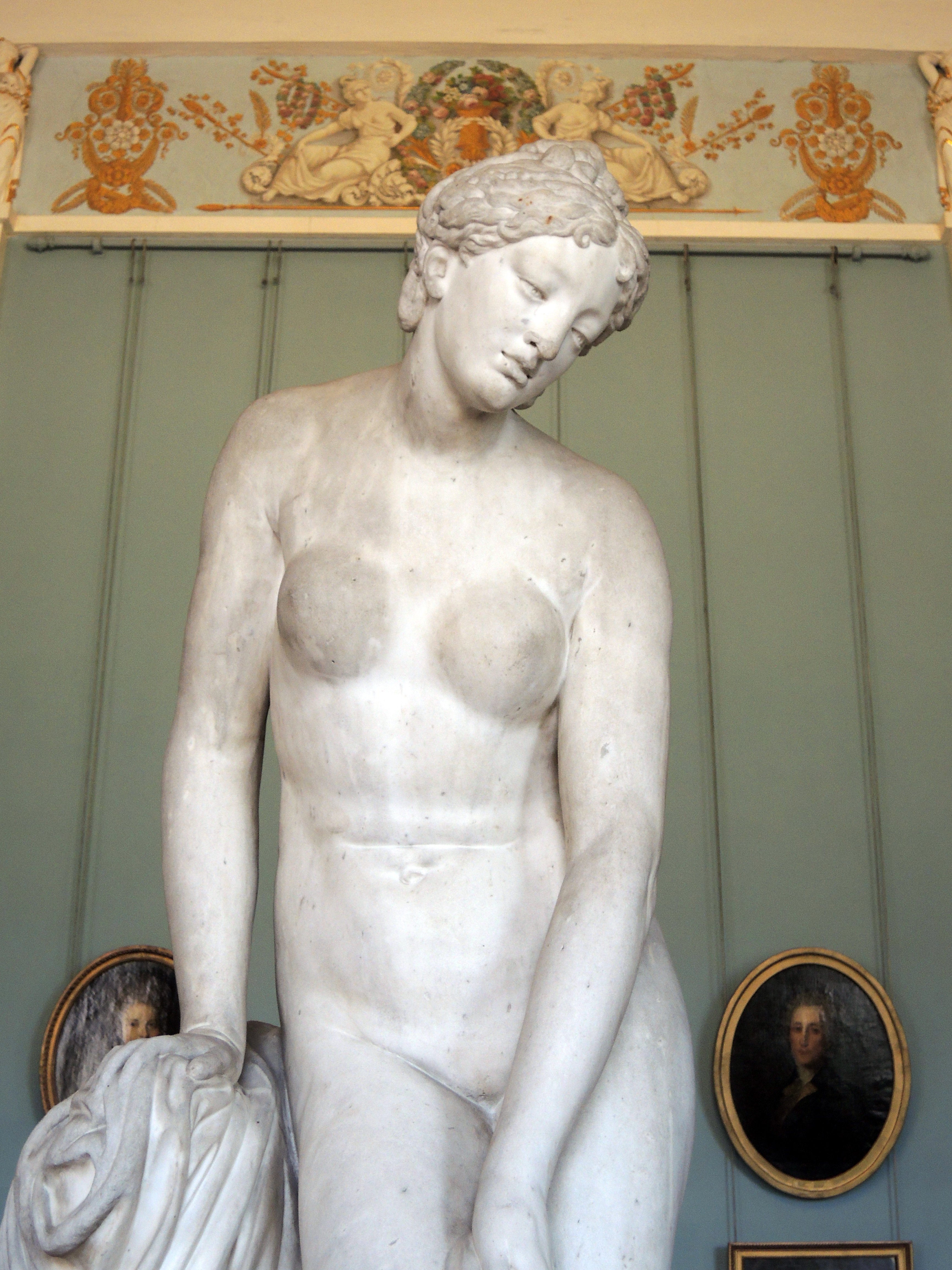
Венера. деталь. 1792. Русский музей, Санкт-Петербург
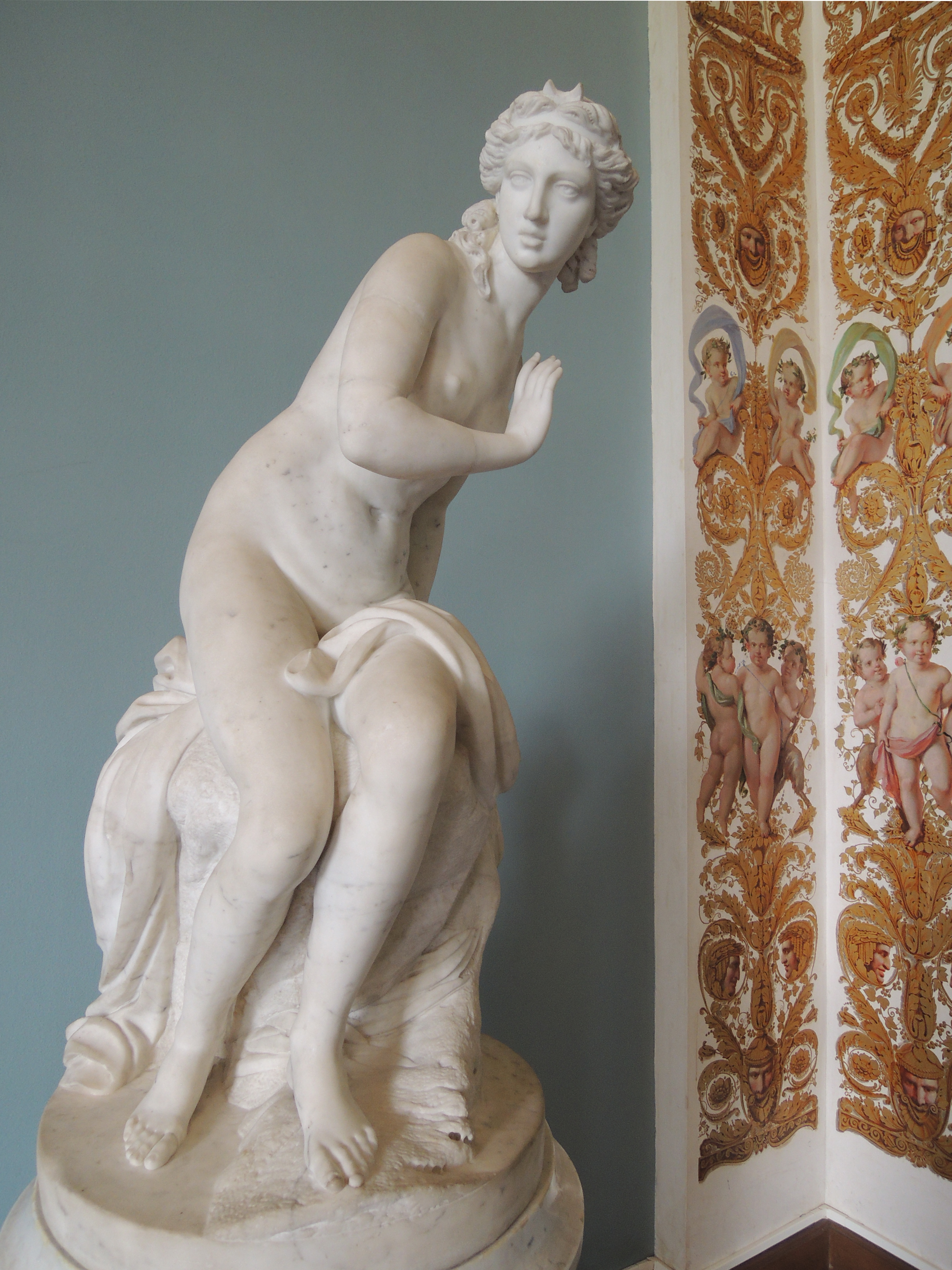
Диана. 1795. Русский музей, Санкт-Петербург
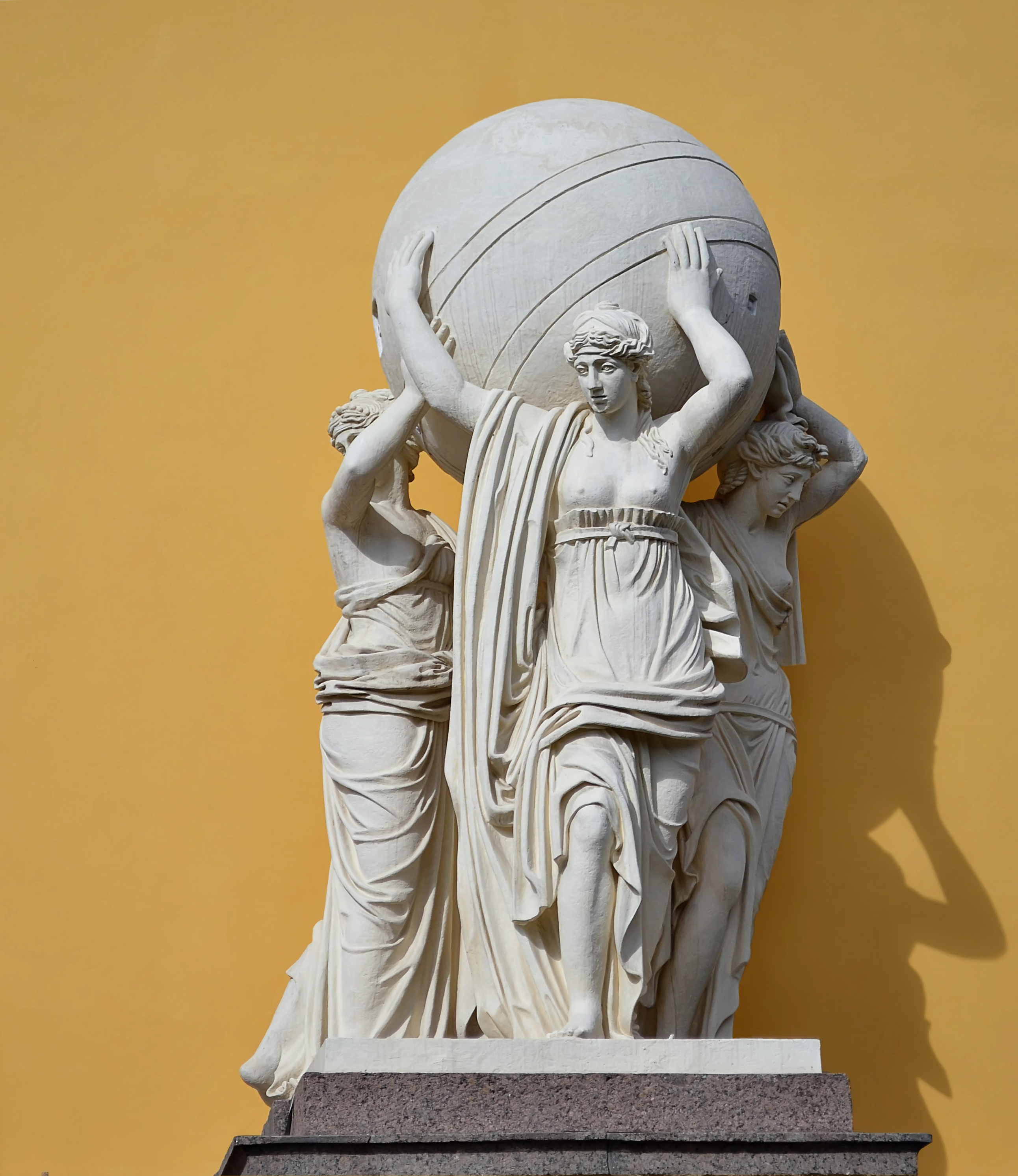
Нимфы, несущие земную сферу. Скульптурная группа здания Главного Адмиралтейства в Санкт-Петербурге. 1812—1813
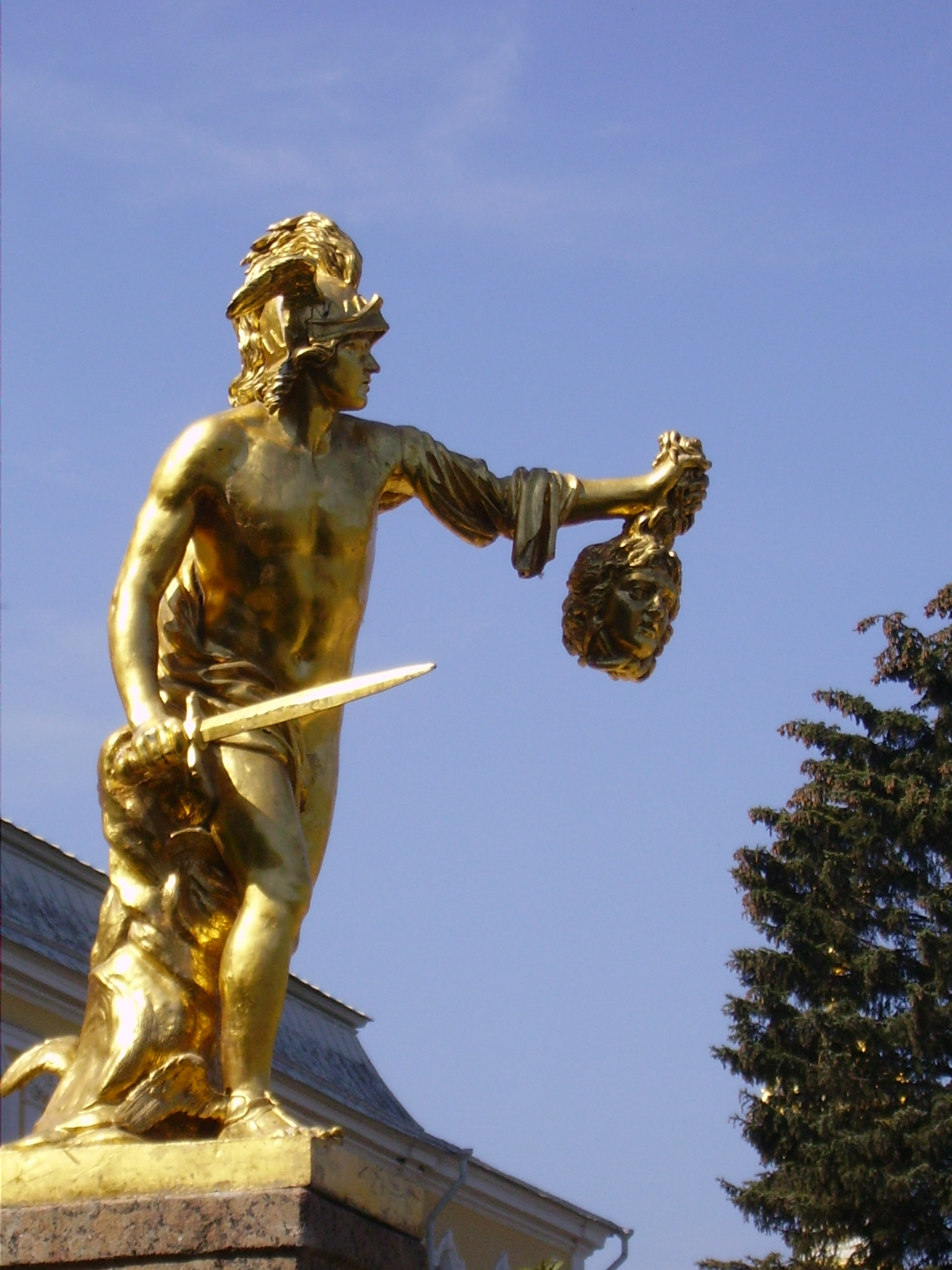
Персей с головой Медузы. Статуя Большого каскада в Петергофе. 1800
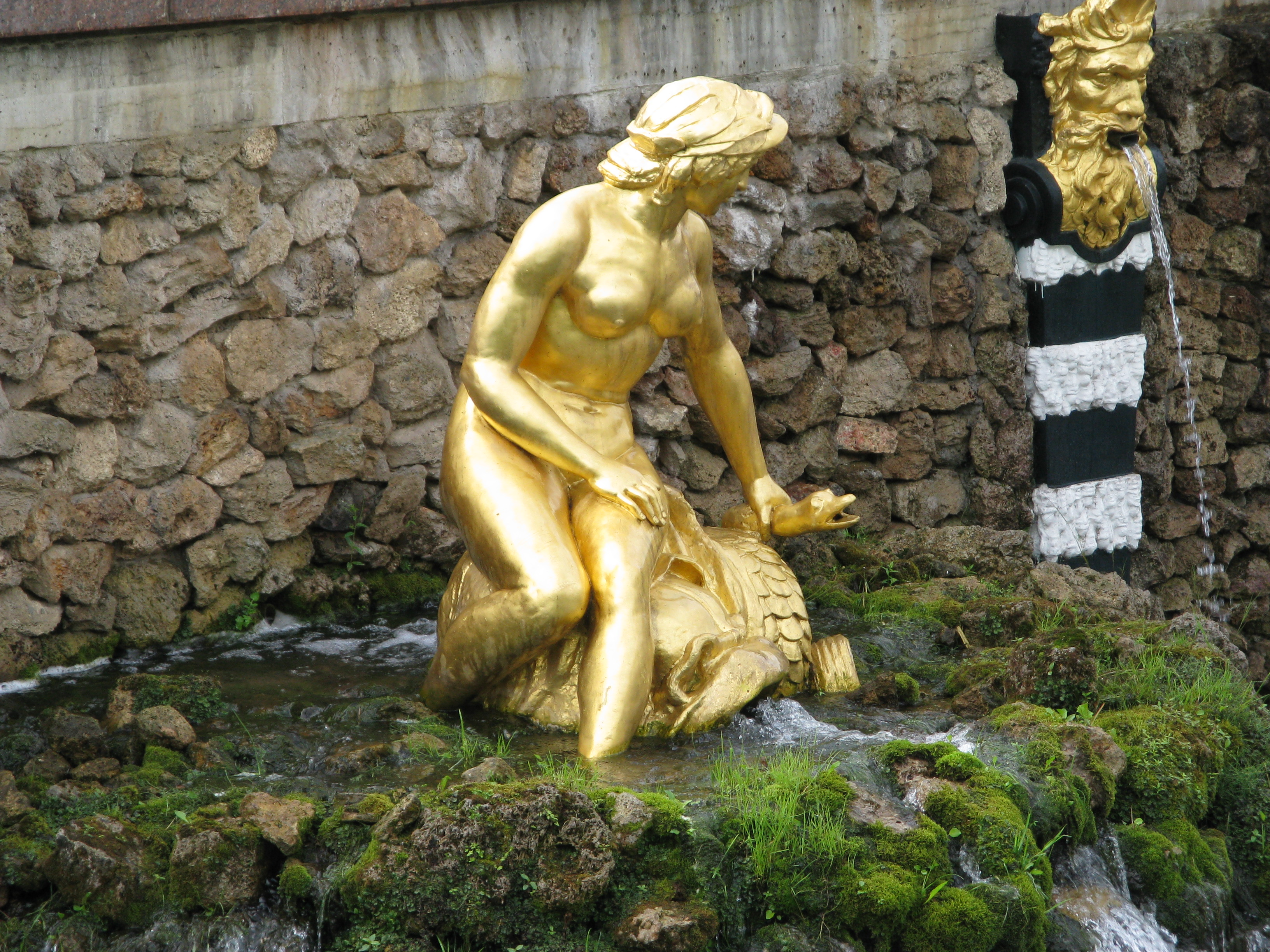
Аллегория Невы. Статуя Большого каскада в Петергофе. 1805
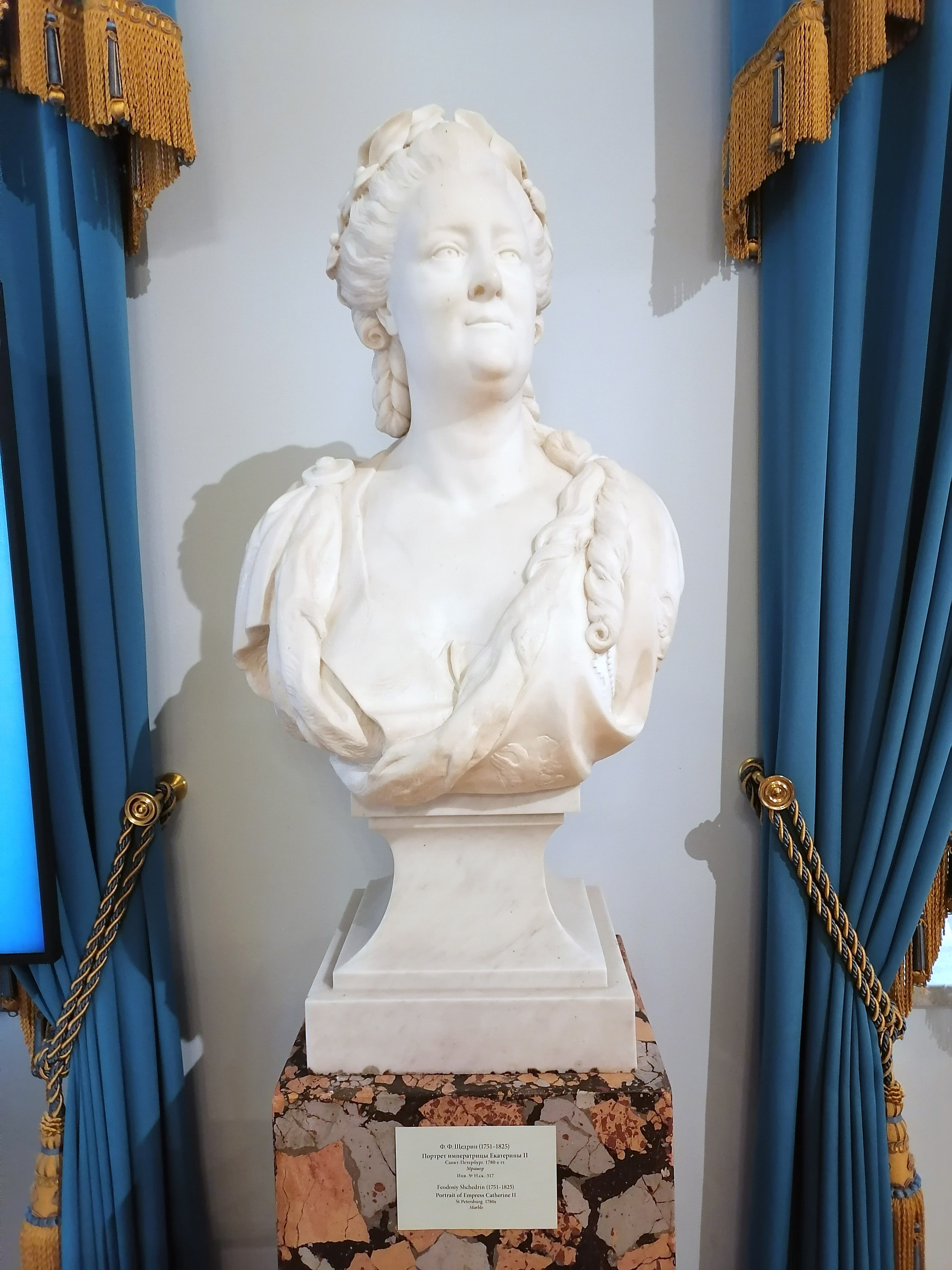
Портрет императрицы Екатерины II. 1780-е годы. Эрмитаж

## Семья
- Брат: Семен Федорович Щедрин, адъюнкт-ректор Академии художеств;
- Сын: Сильвестр Феодосиевич Щедрин, художник;
- Сын: Аполлон Феодосиевич Щедрин, архитектор и академик.